# Wyspy Cooka na Letnich Igrzyskach Olimpijskich Młodzieży 2010
|}
Wyspy Cooka na Letnich Igrzyskach Olimpijskich Młodzieży w Singapurze w 2010 reprezentować będzie 17 sportowców w trzech dyscyplinach. 

## Skład kadry

### Piłka ręczna
- Reed Cowan
- Munokoa Elikana
- Peter Kermode
- Tapi Mataora
- Terence Munro
- Mana Ngaau
- Te Koyo Tai Nimeti
- Gerald Pho
- Cruz Ropati
- Tangimentua Tagimetua
- Neilsen Tera
- Volunteer Tokorangi
- Aurand Tou
- Peter Tuaratini

### Żeglarstwo
- Teau McKenzie
- Aquila Tatira

### Pływanie
- Aaron Brown - 2. w swoim biegu eliminacyjnym (36. miejsce)